# 1583 w polityce

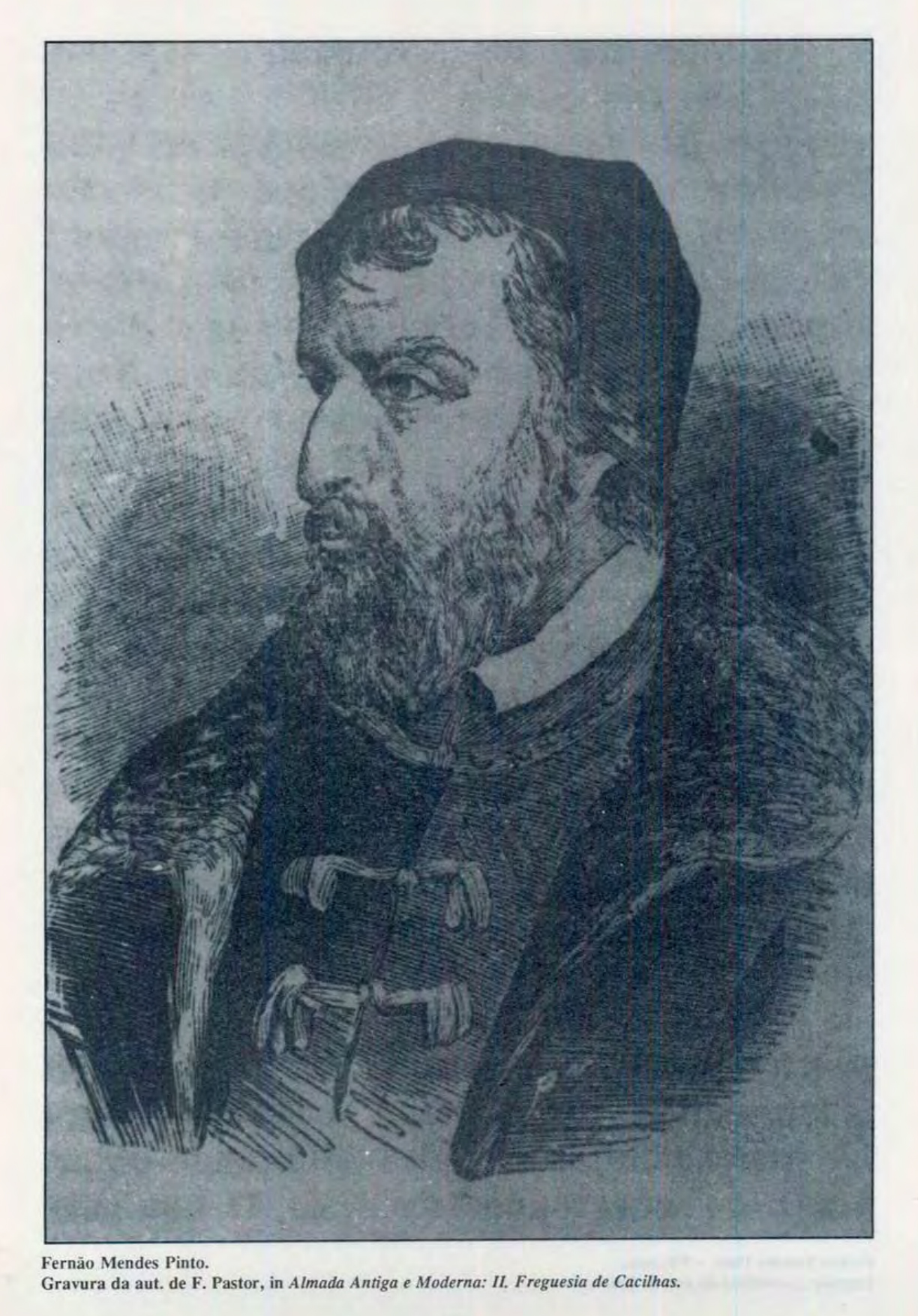
Fernão Mendes Pinto

Wydarzenia polityczne w 1583 roku.

## Zmarli
- 8 lipca Fernão Mendes Pinto, portugalski odkrywca[1].